# Patrik Maturkanič
Prokop Patrik Maturkanič (* 12. července 1974 Michalovce) je slovenský římskokatolický duchovní, teolog, filozof, pedagog a spisovatel.

## Život
Středoškolské vzdělání získal v roce 1992, kdy maturoval na střední průmyslové škole v Trebišově. Několik měsíců poté v roce 1993 vstoupil do kongregace petrinů, kde přijal řeholní jméno Prokop. V letech 1994–1999 absolvoval magisterské studium filosofie a teologie na Cyrilometodějské teologické fakultě univerzity Palackého v Olomouci. Na kněze byl vysvěcen 11. září 1999 v Brně. Působil tři roky v pastoraci v Písku a jeho okolí. V letech 2002–2004 absolvoval postgraduální studium na Papežské lateránské univerzitě v Římě, kde se specializoval na obor Nová evangelizace. V následujících letech (2004–2010) se opět zařadil do duchovní správy v jižních Čechách, kde spravoval několik farností strakonického a prachatického vikariátu. V tomto období (2004–2007) získal doktorát teologie na Cyrilometodské bohoslovecké fakultě univerzity Komenského v Bratislavě, který odstartoval jeho akademickou činnost. V letech 2007–2009 vyučoval filosofickou antropologii na Vysoké škole evropských a regionálních studií v Českých Budějovicích. V roce 2010 odešel do duchovní správy v Brně. Poté se jeho novým pastoračním působištěm od roku 2011 stal ústecký kraj. Své pastorační působení od roku 2015 propojil s výukou na Vysoké škole aplikované psychologie v Terezíně, kde aktuálně v druhém funkčním období od roku 2020 zastává post prorektora pro vědu a výzkum. Kromě garancí dvou předmětů (Filozofie, Sociologie) se pravidelně spolupodílí na pořádání mezinárodních vědeckých konferencí (aktivní spolupráce se zahraničními univerzitami) a vydávání časopisu Aplikovaná Psychologie/Applied Psychology. Je členem několika redakčních rad a autorem celé řady tuzemských i zahraničních vědeckých článků. Jeho nejvýznamnější vědecké studie lze vyhledat: ORCID ID: 0000-0002-1087-3847, WOS Researcher ID: DYI-3498-2022 a SCOPUS Author ID: 57226468364. V lednu 2019 na Cyrilometodské bohoslovecké fakultě univerzity Komenského v Bratislavě, kde průběžně od roku 2018 pedagogicko/vědecky působí, mu byl rektorem této univerzity udělen titul docent. V březnu 2024 po úspěšném inauguračním řízení na stejné univerzitě ho prezidentka Slovenské republiky Zuzana Čaputová jmenovala vysokoškolským profesorem.

## Dílo

### Monografie
- MATURKANIČ, Patrik. Nová evangelizace aneb Pastorace v jižních Čechách. České Budějovice: VŠERS, 2009. ISBN 978-80-86708-76-8.
- MATURKANIČ, Patrik. Společné prožívání mše svaté. Pohled katolického kněze působícího v jižních Čechách. České Budějovice: Nakladatelství JIH, 2009. ISBN 978-80-86266-24-4.
- MATURKANIČ, Patrik. 5 x Člověk. České Budějovice: Nakladatelství JIH, 2010. ISBN 978-80-86266-36-7.
- MATURKANIČ, Patrik. Svátosti. Viditelná znamení neviditelné skutečnosti spásy. Pastorační postřehy jihočeského kněze. Praha: EVC, 2010. ISBN 978-80-87386-08-8.
- MATURKANIČ, Patrik. Liturgický rok v praxi. Nitra: Kňazský seminár sv. Gorazda v Nitre, 2010. ISBN 978-80-89481-04-0. (slovenština)
- MATURKANIČ, Patrik. Nimm und lies. Nitra: PUBLICA, 2013. ISBN 978-80-89471-15-7. (němčina)
- MATURKANIČ, Patrik. Vezmi a čti. Nitra: PUBLICA, 2013. ISBN 978-80-89481-15-6.
- MATURKANIČ, Patrik. Papežské návštěvy České republiky a jejich pastorační význam. Nitra: PUBLICA, 2013. ISBN 978-80-89471-13-3.
- DOLISTA, Josef; MATURKANIČ, Patrik. Strach nemá v lásce místo. Praha: EVC, 2013. ISBN 978-80-87386-15-6.
- MATURKANIČ, Patrik. Vezmi a čítaj. Nitra: PUBLICA, 2016. (slovenština)
- MATURKANIČ, Patrik. Zpívejte Hospodinu píseň novou. Nitra: PUBLICA, 2016. ISBN 978-80-89471-17-1.

### Odborné články
- Autorita služby v životě českobudějovického biskupa dr. Josefa Hloucha. In:  Verba theologica 11 (Autorita). Košice: Teologická fakulta, 2006. ISSN 1336-1635. S. 12–17.
- Biskup i jego najbliżsi współpracownicy kapłani uczestniczący w odkupicielskim posłaniu Chrystusa. In:  Humanum 5(2)/2010. Varšava: [s.n.], 2010. ISSN 1898-843. S. 341–348. (polština)
- Błogosławiony papież Jan Paweł II i jego bliski związek z narodem czeskim. In:  Humanum 9(2)/2012. Varšava: [s.n.], 2012. ISSN 1898-843. S. 269–290. (polština)
- Błogosławiony papież Jan Paweł II i jego bliski związek z narodem czeskim. In:  Studia Społeczne 2(7) 2012. Varšava: Wyższa szkoła Menedżerska w Warszawie, 2012. ISSN 2081-0008. S. 223–243. (polština)
- Česká katolická církev a její autentické prožívání víry. In:  Sloboda, viera, autenticita. Nitra: UKF, 2010. ISBN 978-80-8094-859-7. S. 31–40.
- Člověk jako důležitá součást společenství na rovině přirozené a nadpřirozené. In:  Špecifické aspekty edukácie človeka, Zborník z vedeckej konferencie. Nitra: RK CMBF – Kňazský seminár sv. Gorazda v Nitre, 2006. ISBN 80-88741-68-8. S. 113–122. (slovenština)
- Duch svatý v kontextu života apoštola Pavla. In:  Apoštol Pavol vo filozofickom a religionistickom kontexte. Nitra: UKF, 2009. ISBN 978-80-8094-635-7. S. 51–56. (slovenština)
- Duchovní formace kandidátů kněžství v kontextu Pastores dabo vobis. In:  Špecifickosť edukácie v kontexte Pastores dabo vobis, Zborník z vedeckej konferencie. Nitra: RK CMBF – Kňazský seminár sv. Gorazda v Nitre, 2007. ISBN 978-80-88696-52-0. S. 72–75. (slovenština)
- Důležitost hodnot a jejich pojetí filosofického a teologického světa. In:  Znaky a významy hodnôt I.. Nitra: UKF, 2013. ISBN 978-80-558-0532-0. S. 40–45. (slovenština)
- Jedinečnost života Karola Wojtyly aneb nezapomenutelný papež Jan Pavel II.. In:  Sv. Ján Pavol II. a jeho poselstvo pre strednú Európu. Nitra 2016: UKF, 2016. ISBN 978-80-971822-1-2. S. 179–187. (slovenština)
- Kardinál Štěpán Trochta – svědectví mučeníka doby. In:  Duchovný pastier 9. Trnava: SSV, 2008. S. 563–571.
- Kvalita života manželského a rodinného a jeho důležitost v současném světě. In:  Kvalita života človeka v sociálnych, medicínských a edukačních aspektech. Rijeka: Riječki nakladni zavod, 2010. ISBN 978-953-6268-77-1. S. 86–105.
- L’annuncio del  Vangelo in Europa: come diffondere la fede cristiana nella Repubblica Ceca nel contesto del XIII Sinodo dei Vescovi per la nuova evangelizzazione. In:  ANGELICUM 89 (2012). Řím: [s.n.], 2012. ISSN 1123-5772. S. 65–82. (italština)
- Milosrdenství Boží – milosrdenství mé. In:  Duchovný pastier 1. [s.l.]: SSV, 2016. S. 2–9.
- Náboženský život na poutním místě Lomec počátkem 20. století. In:  Sborník Vodňany a Vodňansko 8, Městské muzeum a galerie ve Vodňanech. [s.l.]: [s.n.], 2010. ISBN 978-80-904098-3-5. S. 89–94.
- Osobnost člověka žijícího ve společnosti z antropologického pohledu. In:  Auspicia V/1. České Budějovice: VŠERS, 2008. ISSN 1214-4967. S. 77–79.
- P. Adaukt Josef Krebs, čtvrtý generální představený Kongregace bratří Nejsvětější svátosti. In:  Výběr 2, Jihočeské muzeum v Českých Budějovicích. České Budějovice: [s.n.], 2010. ISSN 1212-0596. S. 118–121.
- Pastorace snoubenců připravující se na život v manželství v kontextu života farnosti (diecéze). In:  Pastoračná činnosť vo farnosti a diecéze. Žilina: ICM, 2011. ISBN 978-80-970613-2-6. S. 202–210. (slovenština)
- Pastorační péče o seniory, nemocné a umírající. In:  Duchovný pastier 6. Trnava: SSV, 2010. S. 268–273.
- Péče o nitro člověka, jako důležité součásti jeho celistvosti v kontextu křesťanské nauky. In:  Aspekty verejného zdravotnictva a ošetrovateľstva v 21. storočí. Bratislava: VÚP, 2011. ISBN 978-80-89088-95-9. S. 119–122.
- Porevoluční činnost teologických fakult v České republice a jejich současné působení s dopadem na místní společnost. In:  Poznaj Boha ako seba samého. Nitra: UKF, 2012. ISBN 978-80-89481-20-0. S. 75–89. (slovenština)
- Pravda – důležitý aspekt a náplň života každého člověka, in Nové trendy v práci pomáhajících profesí. In:  EVC. Praha: [s.n.], 2011. ISBN 978-80-87386-14-9. S. 166–171.
- Profil osobowy Franciszka kardynała Tomaska Prymasa czeskiego i świadectwo jego życia w 20 lat po śmierci (4.8.1992). In:  Humanum 7(2)/2011. Varšava: [s.n.], 2011. ISSN 1898-843. S. 409–428. (polština)
- Santità nella vita del sacerdote nel contesto del Concilio Vaticano II.. In:  ANGELICUM 88 (2011). Řím: [s.n.], 2011. ISSN 1123-5772. S. 163–172. (italština)
- Sociální deviace a závislosti ohrožující rodinný život, in Aspekty života člověka v mezních situacích z medicínského, psychologického a sociálního hlediska. In:  EVC. Praha: [s.n.], 2010. ISBN 978-80-87386-05-7. S. 112–141.
- Sociální péče seniorů v spirituálním kontextu, in Práce pomáhajících profesí v oblasti zdravotnictví a sociální péče. In:  EVC. Praha: [s.n.], 2010. ISBN 978-80-87386-10-1. S. 264–271.
- Tři prvky osobnosti p. Václava Klementa Petra. In:  Verba theologica 13 (Osoba a osobnosť). Košice: Teologická fakulta, 2007. ISSN 1336-1635. S. 130–133.
- Víra jako důležitý transcendentní fenomén v životě zasvěceného služebníka. In:  Theologos 1/2013 (Theological revue). [s.l.]: Prešovská univerzita v Prešove ISSN 1335-5570. S. 20–40.
- JOSEF, Dolista; MATURKANIČ, Patrik, a kol. Fenomén života v pojetí Josefa Dolisty. In:  Strach nemá v lásce místo. Praha: EVC, 2013. ISBN 978-80-87386-15-6. S. 64–69.
- JOSEF, Dolista; MATURKANIČ, Patrik, a kol. Velikost a nádhera kněžské služby a její prožívání v kontextu rozličných událostí. In:  Strach nemá v lásce místo. Praha: EVC, 2013. ISBN 978-80-87386-15-6. S. 123–135.
- Velikost života víry svatých slovanských věrozvěstů Cyrila a Metoděje a jejich vliv na evropského člověka žijícího na počátku 21. století. In:  Tradícia a prítomnosť misijního diela sv. Cyrila a Metoda. Nitra: UKF, 2013. ISBN 978-80-558-0401-9. S. 621–626.

### Recenze
- DOLISTA, Josef; FEBER, Jaromír. Filosofická antropologie, VŠERS, České Budějovice 2007. In:  Auspicia V/1. České Budějovice: VŠERS, 2008. ISSN 1214-4967. S. 98–99.
- DUBCOVÁ, I.; RALBOVSKÁ, Rebeka. Strach ze smrti, umírání a umění doprovázet z pohledu všeobecné sestry a laické veřejnosti. In:  Florence 4. Praha: Ambit Media a. s., 2011. ISSN 1801-464X. S. 24.
- JUDÁK, Viliam. JUDÁK,V., Dobrodružstvo s Duchom Svätým. Putovanie ku Sviatosti birmovania a moja cesta po nej, Kňazský seminář sv. Gorazda v Nitre, Nitra 2011. In:  Duchovný pastier 9,. Trnava: SSV, 2011. S. 567. (slovenština)
- JUDÁK, Viliam. Na minutu s Viliamem Judákem. Adventní a vánoční zamyšlení, KN, Kostelní Vydří 2007. In:  Duchovný pastier 5. Trnava: SSV, 2008. S. 326.
- PIŤHA, Petr. Recenze díla Petra Piťhy. In:  Verba theologica 16 (Literatúra – mýtus a legenda). Košice: Teologická fakulta, 2009. ISSN 1336-1635. S. 137–139.
- RALBOVSKÁ, R., KNEZOVIĆ, LIBERKO, M. Základy multikultúrneho prístupu pre zdravotnických pracovníkov. In:  Rijeka: Riječki nakladni zavod, 2011. ISBN 978-953-6268-84-9. S. 9–256. (slovenština)
- VARJASIOVÁ, Z., KNEZOVIĆ, R., RALBOVSKÁ, R. Vplyv životného štýlu na kvalitu života pacientov s chronickou obštrukčnou chorobou pľúc. In:  Florence 12. Praha: Ambit Media a. s., 2010. ISSN 1801-464X. S. 32–33.